# Pedinomonas
Pedinomonas — рід зелених водоростей родини Pedinomonadaceae. Трапляються як морські, так солоноводні чи прісноводні види.

## Опис
Одноклітинні водорості з одним джгутиком. Клітина витягнуто-еліптичної або круглої форми. Джгутик розташований збоку біля переднього кінця і направляється назад під час плавання. Джгутик несе дуже тонкі, схожі на волосся відростки. Клітина без відростків з одиничним тім'яним хлоропластом. У деяких видів є поодинокий піреноїд у задній половині клітини, у інших їх є 2 або вони відсутні. Прісноводні види із скоротливою вакуоллю в передньому кінці. Види відрізняються формою та розміром клітин, кількістю або піреноїдами та наявністю або відсутністю стигми.

## Види
- Pedinomonas epiphytica
- Pedinomonas major
- Pedinomonas minor
- Pedinomonas minutissima
- Pedinomonas natantes
- Pedinomonas noctilucae
- Pedinomonas rotunda
- Pedinomonas salina
- Pedinomonas symbiotica
- Pedinomonas tenuis
- Pedinomonas tenuissima
- Pedinomonas upsilon